# Firmin Van Kerrebroeck
Firmin Van Kerrebroeck (Evergem, 14 december 1922 – 17 augustus 2011) was een Belgisch wielrenner, die vooral als veldrijder professioneel bezig was van 1947 tot 1966.
Hij won in totaal 44 wedstrijden in het veldrijden, waaronder 6 maal de Belgische titel bij de beroepsrenners. Hij behaalde deze titel in 1950, 1952, 1955, 1956, 1958 en 1961. Daarnaast won hij nog tal van wegwedstrijden tijdens het zomerseizoen.

## Coach
Na zijn actieve loopbaan was Firmin Van Kerrebroeck nog gedurende 16 jaar nationaal coach. Met zijn renners behaalde hij niet minder dan 20 gouden medailles op de wereldkampioenschappen. Daarvoor zorgden Erik De Vlaeminck, Roger De Vlaeminck, Albert Van Damme, Roland Liboton, Robert Vermeire, Norbert Dedeckere en René De Clercq.